# Кастеллетто-д’Орба
Кастеллетто-д’Орба (итал. Castelletto d'Orba) — коммуна в Италии, располагается в регионе Пьемонт, в провинции Алессандрия.
Население составляет 2023 человека (2008), плотность населения составляет 142 чел./км². Занимает площадь 14 км². Почтовый индекс — 15060. Телефонный код — 0143.
Покровителем коммуны почитается святой Лаврентий, празднование 10 августа.

## Демография
Динамика населения:

## Администрация коммуны
- Официальный сайт: http://www.comune.castellettodorba.al.it/ Архивная копия от 20 апреля 2009 на Wayback Machine

## Галерея

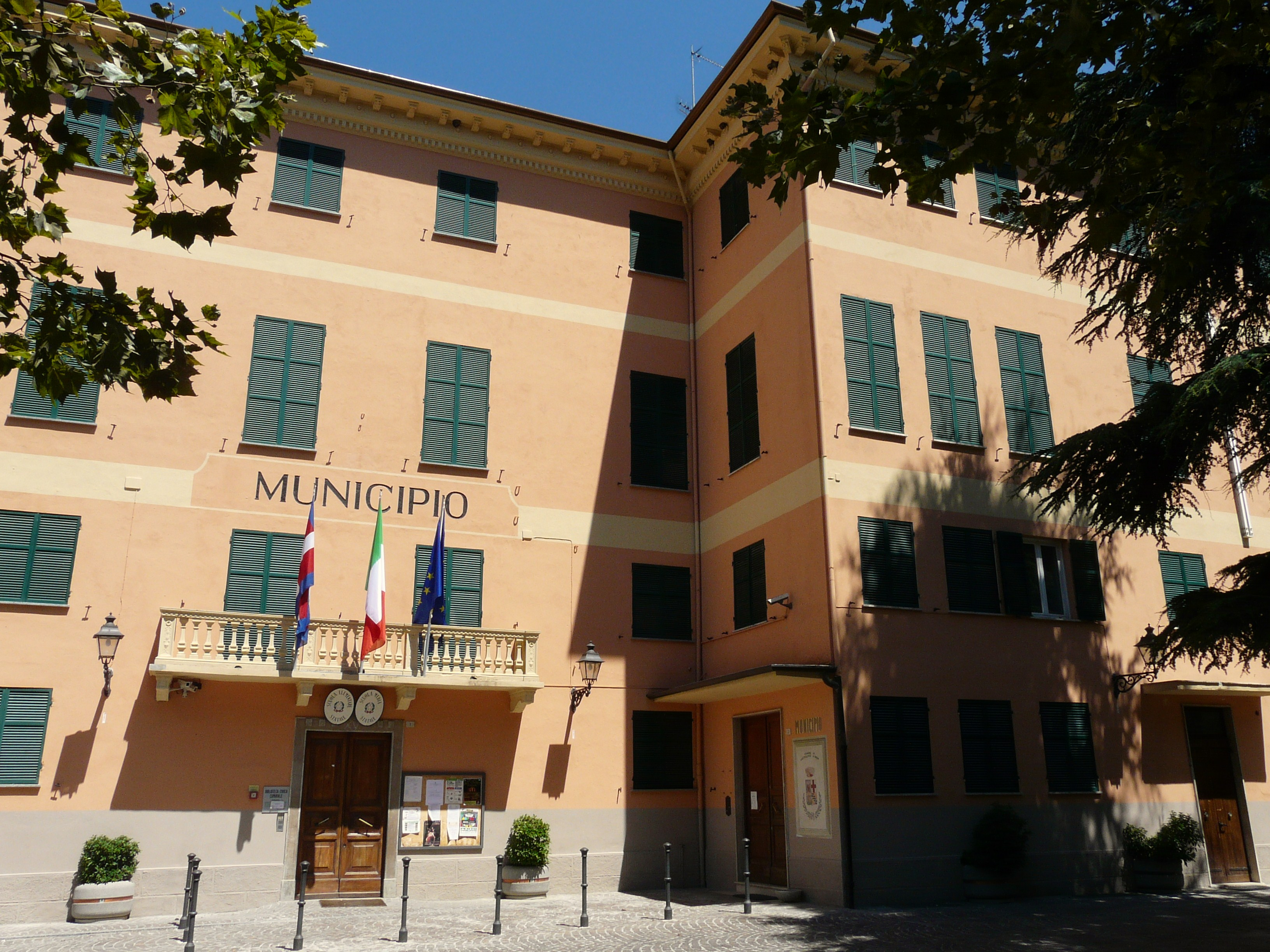
Муниципалитет
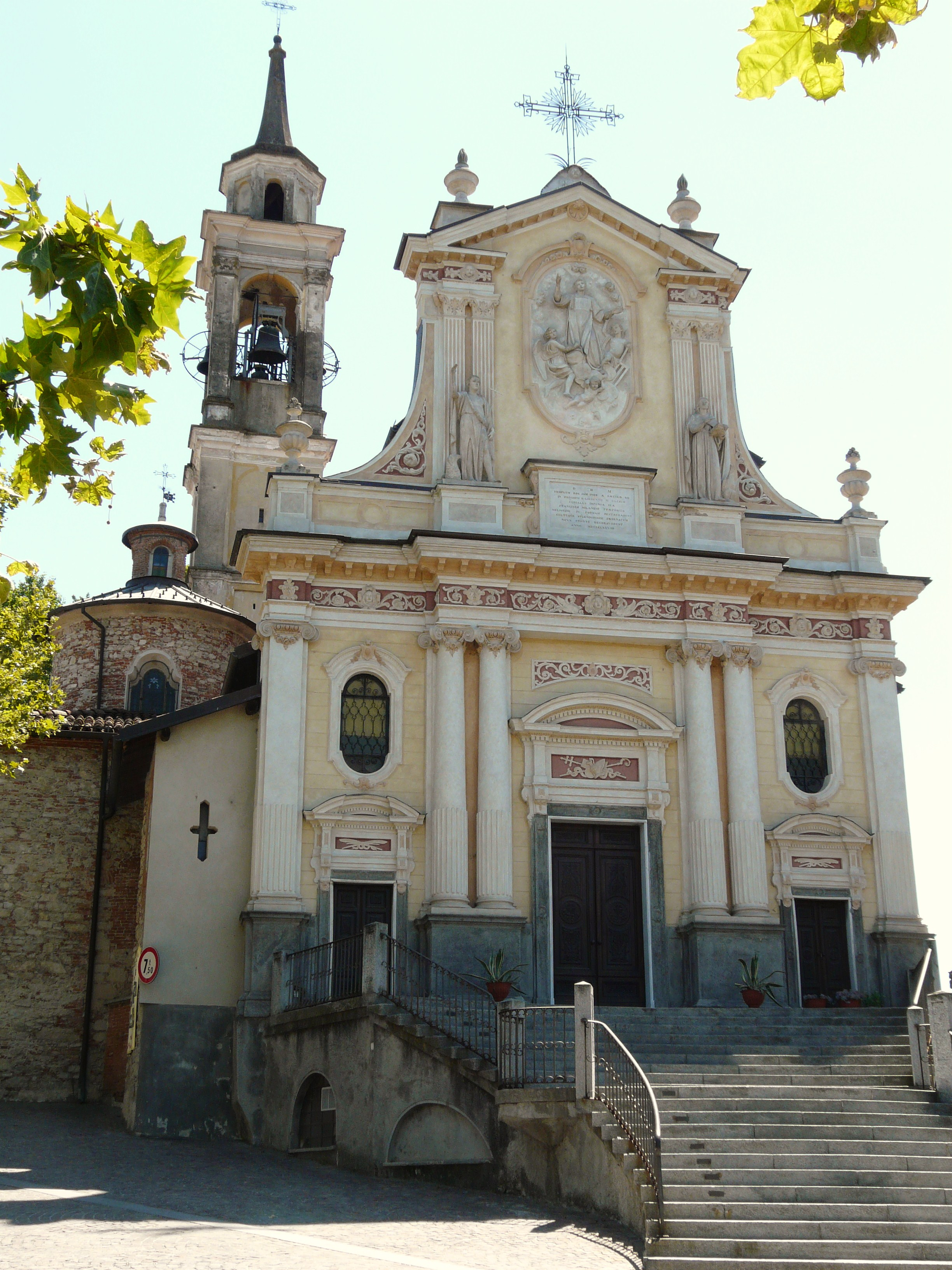
Храм св.Лаврентия
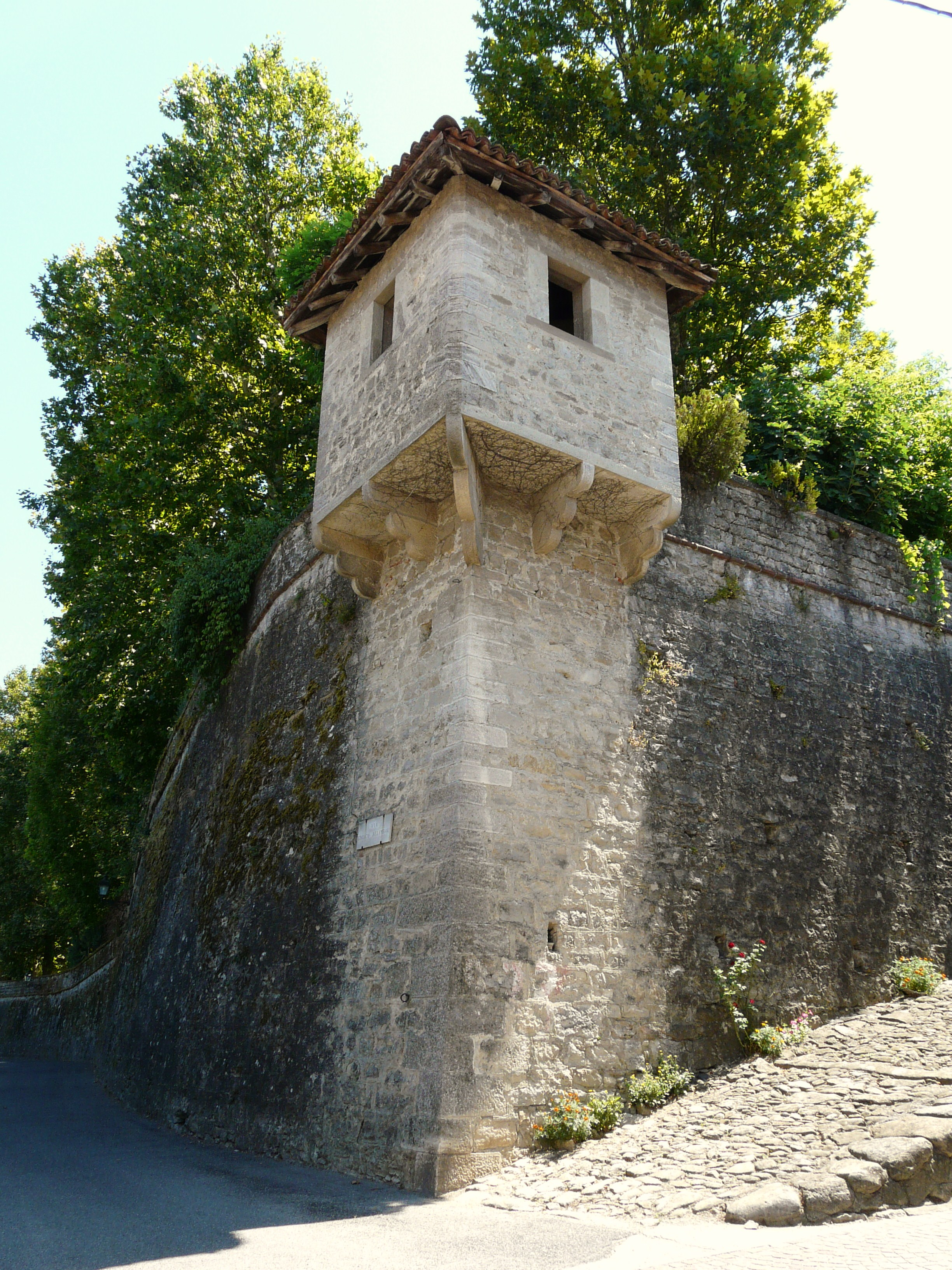
Башенка замка в Кастеллетто-д’Орба
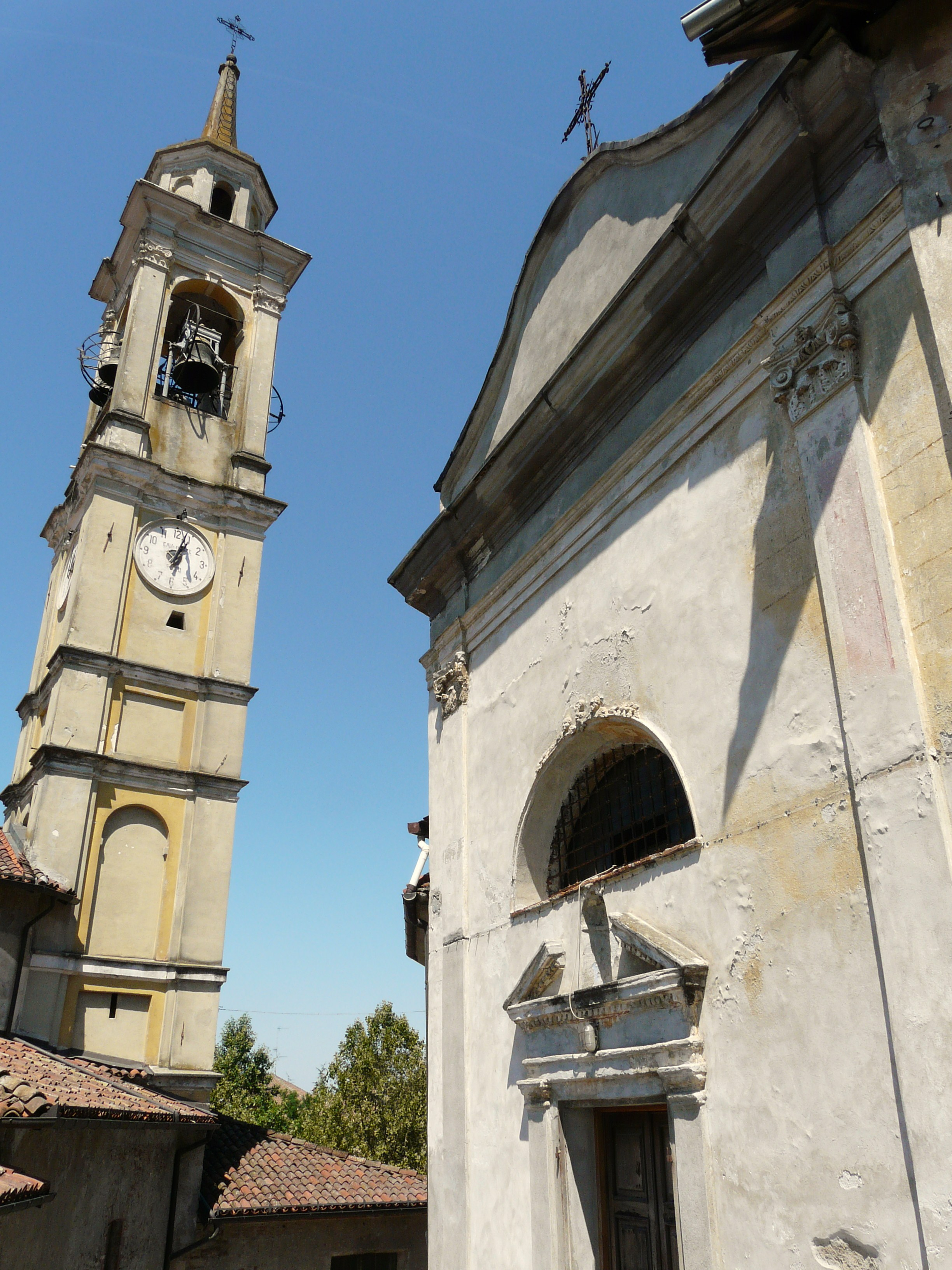
Молельня у храма святого Лаврентия